# Соснові культури (пам'ятка природи)

Cхема «Соснових культур».

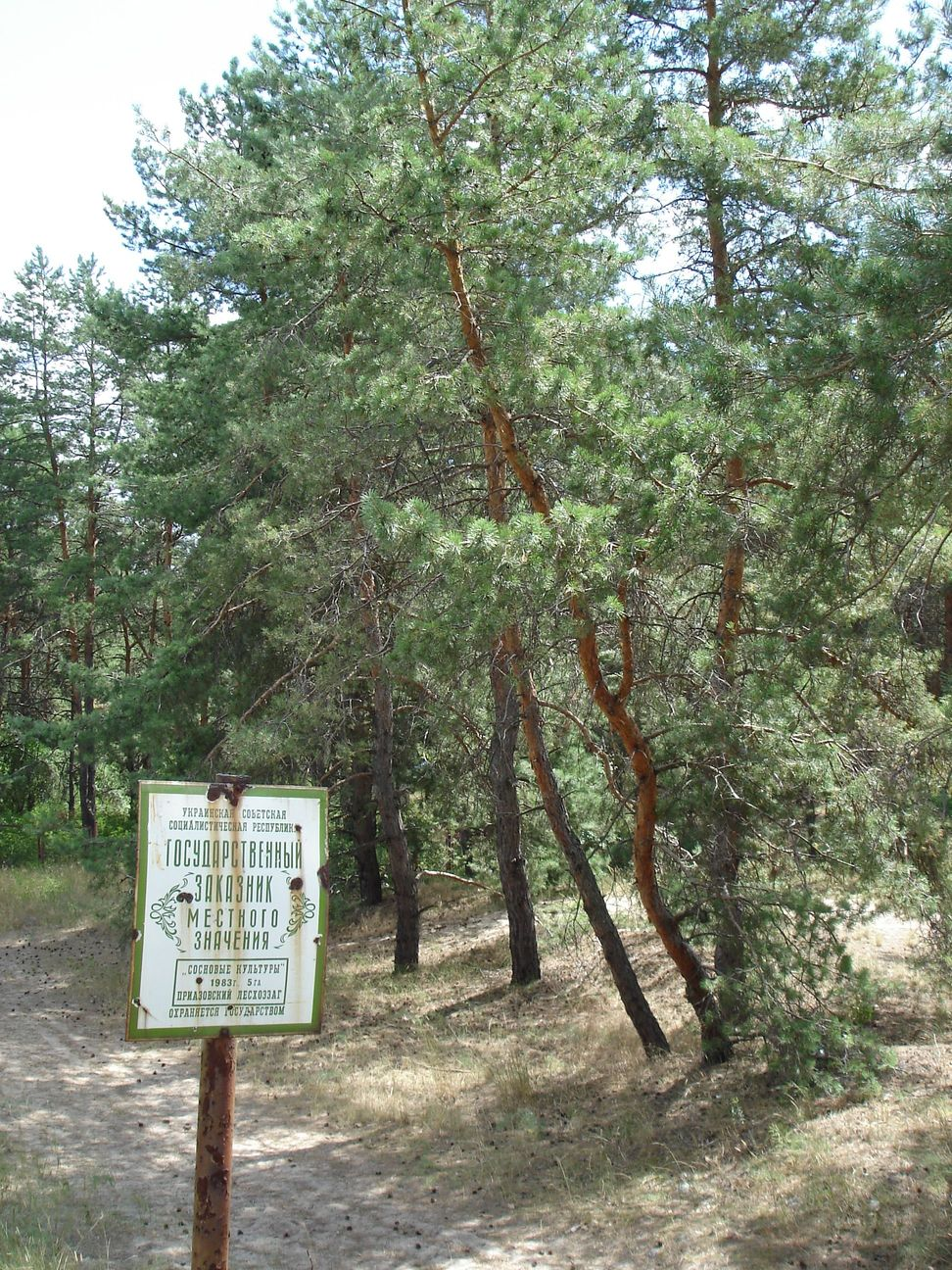
Соснові культури**, Мангушський р-н, Стародубівське л-во, кв. 50, в. 2, 4

Сосно́ві культу́ри — комплексна пам'ятка природи місцевого значення. Розташована в Мангушському районі Донецької області України між смт Ялта і селом Юр'ївка.
Статус пам'ятки природи присвоєний рішенням облвиконкому № 310 від 21 червня 1972 року. Площа — 5 га. Входить до Ялтинського лісництва. Являє собою сосни на березі Азовського моря, посаджені в 1954 році на черепашникових пісках.